# Idealni plin
Ideálni plín je približek realnih plinov, v katerem zanemarimo privlačne sile med molekulami plina in delež, ki ga v prostoru, napolnjenem s plinom, zasedajo same molekule. Obnašanje klasičnih idealnih plinov opišemo s splošno plinsko enačbo, njegova notranja energija pa je odvisna le od temperature.
Približek idealnega plin razmeroma dobro opisuje razredčene pline, odpove pa pri gostih plinih, pri katerih je notranja energija odvisna tudi od tlaka. Poznamo tri osnovne vrste idealnega plina:
- klasični idealni plin, za katerega velja Maxwell-Boltzmannova statistika
- kvantni idealni plin bozonov, za katerega velja Bose-Einsteinova statistika
- kvantni idealni plin fermionov, za katerega velja Fermi-Diracova statistika

## Klasični idealni plin
Enačba stanja za klasični idealni plin je splošna plinska enačba. Ker posamična molekula idealnega plina ne čuti potenciala drugih molekul, je prispevek potencialne energije enak nič, skupna energija idealnega plina pa je zgolj seštevek kinetičnih energij vseh molekul plina. Molekule so porazdeljene po hitrostih ali energiji skladno z Boltzmannovo porazdelitvijo.
Splošna plinska enačba je posplošitev empiričnih plinskih zakonov. Čeprav velja, strogo vzeto, splošna plinska enačba le za idealni plin, pa se tudi realne tekočine pri nizkih gostotah in visokih temperaturah obnašajo približno kot idealni plin. Pri nižjih temperaturah ali višjih gostotah pa se začne obnašanje realnih tekočin bistveno razlikovati od obnašanja idealnega plina, še posebej, če kondenzirajo v kapljevinasto ali trdno fazo. Ta odstopanja lahko dostikrat približno opišemo s kvantnomehanskimi statističnimi metodami.

## Kvantni idealni plin
Pri zelo nizkih temperaturah ali visokih gostotah, ko postane termična valovna dolžina delcev plina primerljiva z razdaljami med njimi, postanejo pomembni kvantnomehanski pojavi. Pri takih pogojih velja za plin bozonov Bose-Einsteinova statistika, njihova energija pa je porazdeljena skladno z Bose-Einsteinovo porazdelitvijo. Za idealni plin fermionov velja Fermi-Diracova statistika, energija fermionov pa je porazdeljena po Fermi-Diracovi porazdelitvi.